# Petro Bołboczan
Petro Fedorowycz Bołboczan (ukr. Петро́ Фе́дорович Болбоча́н, ur. 5 października?/17 października 1883 we wsi Giżdewa na południe od Chocimia w guberni besarabskiej, zm. 28 czerwca 1919 w Balinie) – ukraiński wojskowy, pułkownik armii Ukraińskiej Republiki Ludowej.

## Życiorys
Był synem księdza prawosławnego, ukończył seminarium duchowne w Kiszyniowie, następnie w 1909 szkołę junkierską w Czuhujiwie. 
W czasie I wojny światowej był oficerem  tobolskiego 38 pułku piechoty. W 1917 walczył przeciw bolszewikom w obronie Ukraińskiej Centralnej Rady. Jesienią 1917 z ukraińskich ochotników rosyjskiego 5 Korpusu zorganizował pułk armii URL, który wszedł w skład 2 Serdiuckiej Dywizji Piechoty w Kijowie.
Od marca 1918 był dowódcą 2 Zaporoskiego Pułku Konnego, wchodzącego w skład 1 Dywizji Zaporoskiej. 5 listopada tego roku został awansowany na stopień pułkownika. Podczas antyhetmańskiego powstania dowodził Dywizją Zaporoską, oraz wszystkimi wojskami URL na Lewobrzeżu (w sile korpusu).
Spodziewając się wkroczenia Armii Czerwonej na Ukrainę, w grudniu 1918 r. Bołboczan zdelegalizował charkowską radę robotniczą, popierającą rewolucję socjalistyczną i rozpoczął przygotowywanie miasta do obrony. 19 grudnia rada otwarcie wypowiedziała mu posłuszeństwo i ponownie wybrała prezydium złożone z bolszewików i lewicowych eserowców. W ostatnich dniach grudnia oddziały Bołboczana w znacznej części rozpierzchły się lub przeszły na stronę bolszewików. 3 stycznia Bołboczan musiał wycofać się z Charkowa, który został niemal natychmiast zajęty przez oddziały pod dowództwem Władimira Antonowa-Owsiejenki.
W styczniu 1919 r. podczas odwrotu armii URL z Lewobrzeża Bołboczan ustąpił ze stanowiska. W czerwcu 1919 w Płoskirowie próbował samowolnie odzyskać dowództwo korpusu. Zdaniem Mykoły Łytwyna oraz Kima Naumenki 10 czerwca 1919 został aresztowany bez żadnego oporu. Zarzucono mu, że wraz z Wołodymyrem Oskiłką podjął próbę mianowania naczelnikiem Dyrektoratu Ukraińskiej Republiki Ludowej Jewhena Petruszewycza) i skazano wyrokiem sądu polowego na rozstrzelanie. Wyrok wykonano.